# Modèle social français
Le modèle social français est un terme employé en politique française pour désigner la composante « sociale » du modèle français, qui mélange État-providence et économie de marché. Ce terme de « modèle » est impropre d'un point de vue historique puisque la Sécurité sociale française en particulier s'est largement inspirée du « modèle bismarckien » rhénan. De même, les grands principes sociaux sont les mêmes que ceux de la plupart des autres pays occidentaux, mais sont paradoxalement apparus plus tard en France, pays où se sont cristallisés les oppositions et les blocages des différents groupes sociaux.

## Définition du modèle social français
Le modèle social français est un ensemble de réformes sociales dont l'objectif est de protéger la population contre les aléas de la vie et s'articule autour de 3 piliers principaux :
- Le droit à une retraite pour tous ;
- La gratuité des soins ;
- L'assurance chômage.

C'est en 1946 que la retraite à 65 ans — l'espérance de vie étant à l'époque de 69 ans pour les femmes et 63 pour les hommes — et l'assurance maladie furent établies par l'action du ministre communiste du travail et de la santé, Ambroise Croizat. L'assurance chômage le fut avec la création de l'UNEDIC et des ASSEDIC en 1958.
À ces piliers s'ajoutent d'autres nouveautés, telles que :
- la reconnaissance des syndicats (1884 - Pierre Waldeck-Rousseau) ;
- le statut de la fonction publique ;
- la politique d'assistance aux handicapés (notamment autour de 2 lois d'orientation en 1975 et 2005, initiées par Jacques Chirac) ;
- l'instauration d'un salaire minimum (SMIG en 1950 par Paul Bacon (MRP) puis le SMIC en 1970 par Jacques Chaban-Delmas) ;
- l'instauration d'un revenu minimum d'insertion (RMI par Michel Rocard en 1988, puis RSA en 2009 par Nicolas Sarkozy).

## Le modèle social français et la typologie de l'État-providence d'Esping-Andersen
Pour Esping-Andersen l'État-providence ne peut pas se définir seulement par les droits sociaux qu'il accorde aux citoyens, il faut également tenir compte de deux autres éléments : « la manière dont les activités de l'État sont coordonnées avec les rôles du marché et de la famille dans la prévoyance sociale ». À partir de ce constat et de trois indicateurs: le degré de « dé-marchandisation », le degré de stratification sociale (par exemple : l'impact des États-providence sur les hiérarchies sociales et sur les inégalités issues du marché), la place accordée à la sphère publique et à la sphère privée, il établit une typologie des États-Providence « qui constitue aujourd'hui la pierre de touche de la recherche comparative internationale ».
- « un “welfare state” libéral, accordant un rôle principal aux mécanismes de marché et limitant pour l'essentiel sa protection aux plus faibles »[4]. Pays archétypes de ce modèle : le Canada, les États-Unis, et l'Australie. Merriem[5] hésite à classer le Royaume-Uni dans ce modèle
- « un modèle conservateur-corporatiste ou encore bismarckien, c'est-à-dire un modèle d'assurance sociale obligatoire généralisée adossé au travail salarié »[5]. Pour Esping-Andersen[6] ces régimes sont modelés par l'État « toujours prêt à se substituer au marché en tant que pourvoyeur de bien-être » et par l'Église soucieuse de défendre des valeurs familiales traditionnelles. Pays emblématiques: Autriche, Allemagne, France, Italie, Belgique.
- Un régime social démocrate qui au contraire du régime conservateur vise à « renforcer la possibilité d'une indépendance individuelle » et dont « la spécificité la plus frappante... est peut-être sa fusion entre protection sociale et travail »[7]. Pour assurer un niveau élevé de protection sociale et une offre importante de services sociaux, il doit viser le plein emploi qui minimise les coûts et augmente les revenus de l'État. Principaux pays : Danemark, Finlande, Pays-Bas, Norvège, Suède. Notons que très souvent ces pays ont adopté de fortes politiques d'investissement dans la recherche et développement et cherchent à renforcer leur place dans le commerce mondial.

## Critiques du modèle social français
Alain Lefebvre et Dominique Méda dans Faut-il brûler le modèle social français ?  (Seuil, 2006, Prix lycéen du livre d'économie et de sciences sociales 2007) repartent de cette typologie pour évaluer le modèle social français. Ils mettent en évidence les piètres performances de ce modèle notamment sur le plan de l'emploi, du chômage et de la redistribution. Ils détaillent alors les principes et le fonctionnement du modèle social nordique qui présente la particularité d'avoir à la fois de bonnes performances économiques et en termes d'emploi et un haut niveau de protection sociale. Les auteurs y voient l'effet d'un haut niveau de dialogue social et d'un investissement massif dans la qualification et les déterminants structurels de la croissance, notamment la formation et l'investissement public dans la recherche et l'éducation.Ils s'interrogent sur la possibilité non pas de transposer mais de s'inspirer des politiques mises en œuvre dans ces pays.
Yann Algan et Pierre Cahuc dans un livre publié en 2007 sous le titre La société de défiance: comment le modèle social français s'autodétruit reprennent la thèse d'Esping-Andersen. Pour eux, la France aurait opté en 1945 pour un modèle conservateur qui « cultive les distinctions de statuts et la hiérarchie entre individus ». Pour appuyer leur dire les auteurs mettent en avant le nombre de régimes spéciaux de retraites en France.
Denis Kessler, ancien vice-président du MEDEF, écrit dans l'éditorial du magazine Challenges en octobre 2007 :

« Le modèle social français est le pur produit du Conseil national de la Résistance. Un compromis entre gaullistes et communistes. Il est grand temps de le réformer, et le gouvernement s'y emploie. Les annonces successives des différentes réformes par le gouvernement peuvent donner une impression de patchwork, tant elles paraissent variées, d'importance inégale, et de portées diverses : statut de la fonction publique, régimes spéciaux de retraite, refonte de la Sécurité sociale, paritarisme... A y regarder de plus près, on constate qu'il y a une profonde unité à ce programme ambitieux. La liste des réformes ? C'est simple, prenez tout ce qui a été mis en place entre 1944 et 1952, sans exception. Elle est là. Il s'agit aujourd'hui de sortir de 1945, et de défaire méthodiquement le programme du Conseil national de la Résistance ! »

### Journaux et revues
- Antoine Bevort, « Le modèle social français vu des polders », La vie des idées du 26/10/2010 Lire en ligne
- Claire Guelaud, « Le modèle social français est à bout de souffle », Le Monde du 03/06/2005 Lire en Ligne
- (fr) « Le modèle social français », Cahiers français, Philippe Tronquoy (dir.), no 330 (janvier-février 2006)
- (fr) Denis Olivennes, « Réformer le modèle social français », Le Débat, no 1 (1998), p. 61-67
- (fr) Le Modèle social français, Marie Fontanel, Nicolas Grivel, Valérie Saintoyant Odile Jacob / La Documentation française, collection Débat public (2006) [lire en ligne]
- (fr) « Le modèle social », dossier Les Échos [lire en ligne]

### Livres
- (fr) Gosta Esping-Andersen, 1990, Les trois mondes de l'État-providence, puf, 2007
- (fr) Dominique Méda et Alain Lefebvre, Faut-il brûler le modèle social français ?, Seuil, coll. « H. C. Essais », 2006 (ISBN 202085970X)
- Alain Mathieu, Le Modèle anti-social français, 2008,  (ISBN 295322050X)
- (fr) Yann Algan et Pierre Cahuc, La société de défiance : Comment le modèle social français s'autodétruit ?, 2007, éd. ENS rue d'Ulm [lire en ligne]
- (fr) * Richard F. Kuisel, 1984, Le Capitalisme et l'État en France, Gallimard
- (fr) Pierre Rosanvallon (1995), La Nouvelle question sociale - Repenser l'État-Providence, Le Seuil, 1995